# Університет Маркетта
Університет Маркетта (англ. Marquette University) — приватний Римо-католицький університет у Мілвокі, штат Вісконсин. Університет має близько 12 000 студентів. Він був заснований у 1881 році, отримав назву на честь місіонера-єзуїта і дослідника Жака Маркетта. Є одним з найбільших єзуїтських університетів у США і найбільшим з приватних у Вісконсині.